# Кольцехвостые кускусы
Кольцехво́стые куску́сы (лат. Pseudocheiridae) — небольшое семейство, входящее в отряд двурезцовых сумчатых.

## Представители
В составе семейства рассматривают 4 или 5 родов:
- Pseudocheiridae
  - Род Hemibelideus
    - Лемуровый кускус Hemibelideus lemuroides

  - Род Petauroides
    - Petauroides armillatus
    - Petauroides minor
    - Petauroides volans — гигантский летучий кускус

  - Род Petropseudes
    - Скалистый кускус, или кускус Даля Petropseudes dahli

  - Кольцехвостые поссумы Pseudocheirus
    - Собачий кускус Pseudocheirus canescens
    - Пестрохвостый кускус Pseudocheirus caroli
    - Кускус Форбеса Pseudocheirus forbesi
    - Кускус Герберта Pseudocheirus herbertensis
    - Кускус Майера Pseudocheirus mayeri
    - Восточный кускус, обыкновенный кольцехвостый кускус Pseudocheirus peregrinus
    - Кускус Шлегеля Pseudocheirus schlegeli

  - Род Pseudochirops
    - Длинношерстный кускус Pseudochirops albertisii
    - Полосатый кускус Pseudochirops archeri
    - Блестящий кускус Pseudochirops corinnae
    - Pseudochirops coronatus Pseudochirops coronatus
    - Медноволосый кускус Pseudochirops cupreus
    - †Pseudochirops winteri

До недавнего времени кольцехвостые кускусы входили в семейство сумчатых летяг (Petauridae), от которых почти не отличаются. Это небольшие сумчатые (массой от 0,5 до 2 кг) с сильным цепким хвостом. Конечности пятипалые, хватательные; I и II пальцы на передних конечностях противопоставлены остальным. Зубов 40. Выводковая сумка хорошо развита и открывается вперёд. У одного из представителей семейства — гигантского летучего кускуса — имеется планирующая кожная мембрана, похожая на таковую у сумчатых летяг, однако идущая не от запястий, а от локтей до щиколоток.
Водятся в Австралии и на Новой Гвинее, ведут в основном древесный образ жизни. Кольцехвостые кускусы преимущественно растительноядны и питаются листьями.